# Joseph Julius Czermak

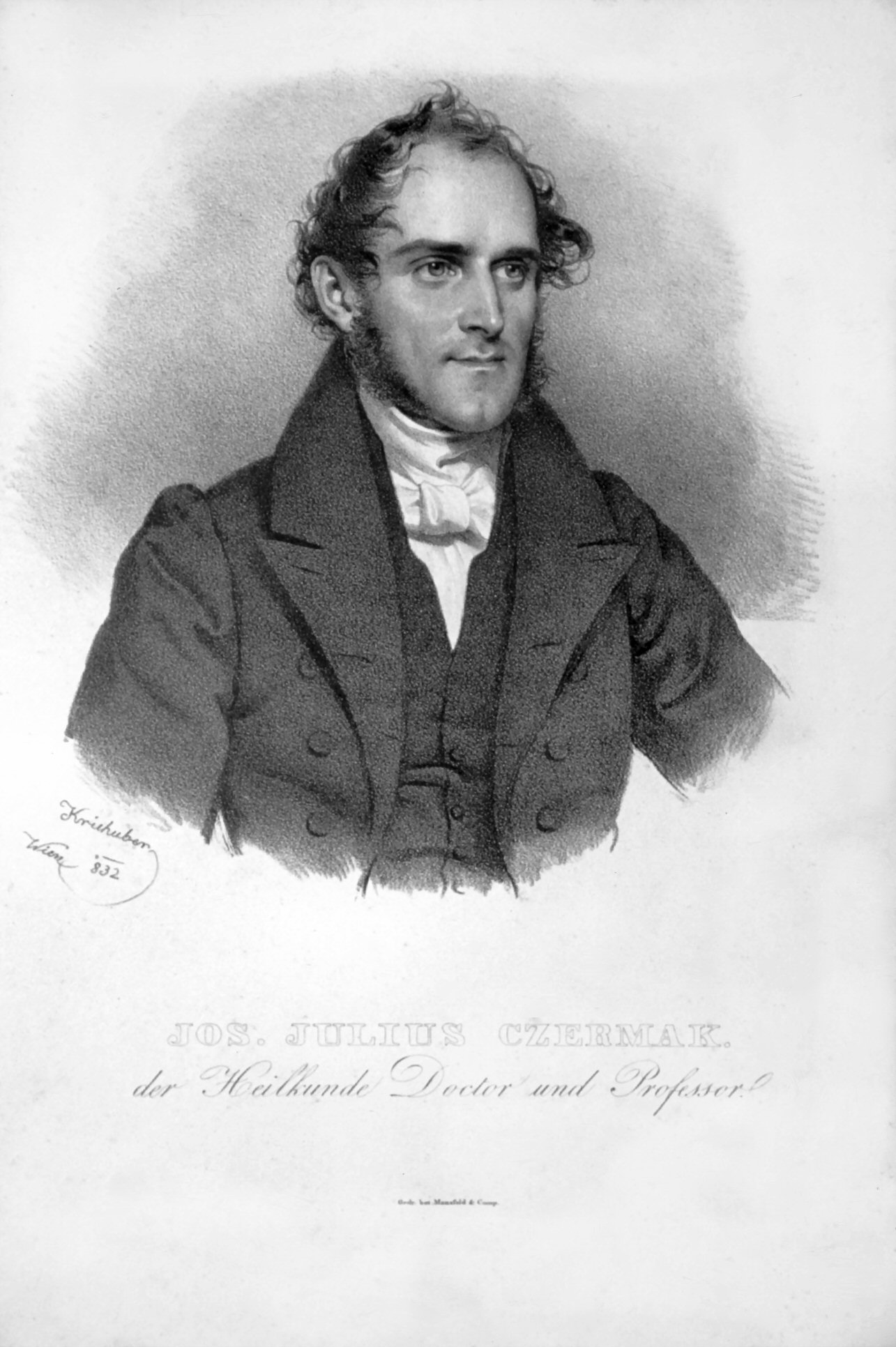
Josef Julius Czermak, Lithographie von Josef Kriehuber, 1832

Joseph Julius Czermak (* 2. Juni 1799 in Prag; † 14. März 1851 in Wien) war ein österreichischer Arzt, Physiologe und Anatom.
Sohn eines angesehenen Prager Arztes, studierte er in Prag und Wien Medizin, wo er 1823 promovierte. 1825 übernahm er provisorisch die Lehrkanzel der Physiologie und höheren Anatomie an der Universität Wien. 1827 wird er ebendort zum ordentlichen Professor ernannt. Sein hauptsächliches Arbeitsgebiet war die vergleichende Anatomie. In dieser Zeit besuchte Nikolaus Lenau seine Vorlesungen. 1828 arbeitete er in Paris. 1848 wurde er als Professor enthoben und ging nach Prag zurück, wo er bald als praktischer Arzt großes Ansehen genoss. So war er der Hausarzt der Familie Hanslick.